# Pommelsbrunn
Pommelsbrunn – miejscowość i gmina w Niemczech, w kraju związkowym Bawaria, w rejencji Środkowa Frankonia, w regionie Industrieregion Mittelfranken, w powiecie Norymberga. Leży w Okręgu Metropolitarnym Norymbergi, w Jurze Frankońskiej, około 30 km na wschód od Norymbergi i ok. 15 km od Lauf an der Pegnitz, przy drodze B14 i linii kolejowej Norymberga – Schwandorf/Weiden in der Oberpfalz.
W Pommelsbrunn, w dzielnicy Eschenbach znajduje się gotycki zamek.

## Polityka
Wójtem od 1996 jest Jörg Fritsch (SPD). Rada gminy składa się z 16 członków:
|      | CSU | SPD | FWG | Zieloni | Razem     |
| 2002 | 7   | 6   | 6   | 1       | 20 miejsc |

### Współpraca
Miejscowość partnerska:
- Mildenau, Saksonia

## Osoby urodzone w Pommelsbrunn
- Johannes Zeltner, przedsiębiorca